# C. R. Anthony Co.
C.R. Anthony Co. was een luxe Amerikaanse warenhuisketen met warenhuizen onder de naam Anthony's. Het bedrijf werd opgericht in 1922 in Cushing, Oklahoma door C.R. Anthony. De keten was tot de overname in 1987 in familiebezit.  
Het bedrijf breidde uit buiten Oklahoma, eerst naar Kansas in 1924 en vervolgens naar Texas in 1925. In 1972 had Anthony's 325 winkels in 21 staten, allemaal ten westen van de rivier de Mississippi. Anthony's werd in 1997 overgenomen door Stage Stores Inc. en de meeste winkels werden omgedoopt tot Stage of Beall's.

## Geschiedenis
Op 1 september 1922 opende Charles Ross Anthony zijn eigen winkel, genaamd de Dixie Store, met een etalage van 7,6 meter breed, in Cushing, Oklahoma. Een jaar later bezat Anthony zes winkels: vier Dixie Stores in Cushing, Pawhuska, Hominy en Barnsdall; en twee C.R. Anthony Stores, in Anadarko en Chickasha, Oklahoma.
Naarmate het bedrijf groeide, financierde het de uitbreiding door de winst van de ene winkel te gebruiken om een andere te financieren. Elke manager leidde de volgende op en elk hield een partnerschap voor een derde in zijn winkel. Anthony richtte zich op mensen op het platteland en in de kleine stad en stemde het assortiment af op hun behoeften en verlangens. Hij geloofde ook dat de eigenaren van een bedrijf het meest om het bedrijf gaven en in 1926 zette hij het bedrijf om in een naamloze vennootschap. De aandelen in deze naamloze vennootschap werden alleen aangeboden aan werknemers van het bedrijf. 
Anthony koos als slogan: "De vriendelijkste winkel van de stad." De eerste grote stad waar Anthony een winkel opende was Oklahoma City, in 1939. Een bron zei dat Anthony's marketingfilosofie was: "Als we een beslissing moeten nemen over de verkoopprijs van een artikel, zou het niet moeten zijn voor hoeveel, maar voor hoe weinig we het kunnen verkopen en toch winst kunnen maken."
In 1947 veranderde CR Anthony de naam van zijn 75 winkelketen in Anthony's. De keten breidde uit naar andere staten en in 1950 waren er Anthony's in Oklahoma, Texas, New Mexico, Nebraska, Kansas en Arkansas. IN 1964 was het aantal vestigingen ten westen van de rivier de Mississippi al gegroeid tot 300. De keten had in 1973 een omzet van $ 100 miljoen en in 1978 was dit verdubbeld tot een omzet van $ 200 miljoen.
In 1985 introduceerde Anthony's zijn eigen creditcard.
In maart 1986 gaf  KOCO-TV uit Oklahoma City-station, als onderdeel van de Five Who Care Awards, zijn Corporate Humanitarian Award 1986 aan CR Anthony Co. als erkenning voor bijdragen aan Oklahoma City op het gebied van dienstverlening aan de gemeenschap, geldelijke donaties, vrijwilligerswerk en de algehele kwaliteit van leven. In hetzelfde artikel stond dat Anthony's in 1985 88 warenhuizen had in Oklahoma en een omzet rapporteerde van meer dan $ 427,5 miljoen.
C.R. Anthony ging in 1972 met pensioen en zijn zoon Guy Anthony werd president van het bedrijf. In 1980 ging Guy Anthony met pensioen en zijn zoon, Bob Anthony, werd president van het bedrijf. Bob Anthony bleef president van Anthony's tot 1987, toen de aandeelhouders van het bedrijf stemden om het te verkopen aan een investeringsgroep onder aanvoering van Citicorp Venture Capital.
Anthony's vroeg in 1991 faillissement aan nadat kredietverstrekkers weigerden om seizoenskredieten te financieren na technische wanbetaling op een lening. Op dat moment had het bedrijf 182 filialen in de Verenigde Staten. Het leidde uiteindelijk tot het faillissement in 1992. De Continental Bank had de kredietlijn van $ 32 miljoen verlaagd die Anthony's normaal gesproken per seizoen gebruikte om nieuwe voorraden te financieren. De directie van Anthony's gaf aan dat de maatregel van de bank het gevolg was van een lagere ratio tussen de vast lasten en de omzet die lager was dan was afgesproken bij de overname in 1987 door de investeringsgroep. Anthony's had al $ 24 miljoen van de schuld van $ 40 miljoen terugbetaald en was helemaal bij met alle lease- en belastingbetalingen.
In 1997 werd Anthony's verkocht aan Stage Stores Incorporated. De meeste winkels werden omgedoopt tot Stage en de overige werden gesloten. Op het moment van de overname had Anthony's 226 winkels in 14 staten en opende nog 13 tijdens het overnameproces. Stage Stores exploiteerde 316 warenhuizen in 19 staten onder de namen Stage, Bealls en Palais Royal. De aankoopprijs was naar verluidt $ 92 miljoen. In mei 2020 vroeg Stage Stores zelf het faillissement aan nadat het geen koper voor de keten had gevonden.